# Anastomosi (botanica)

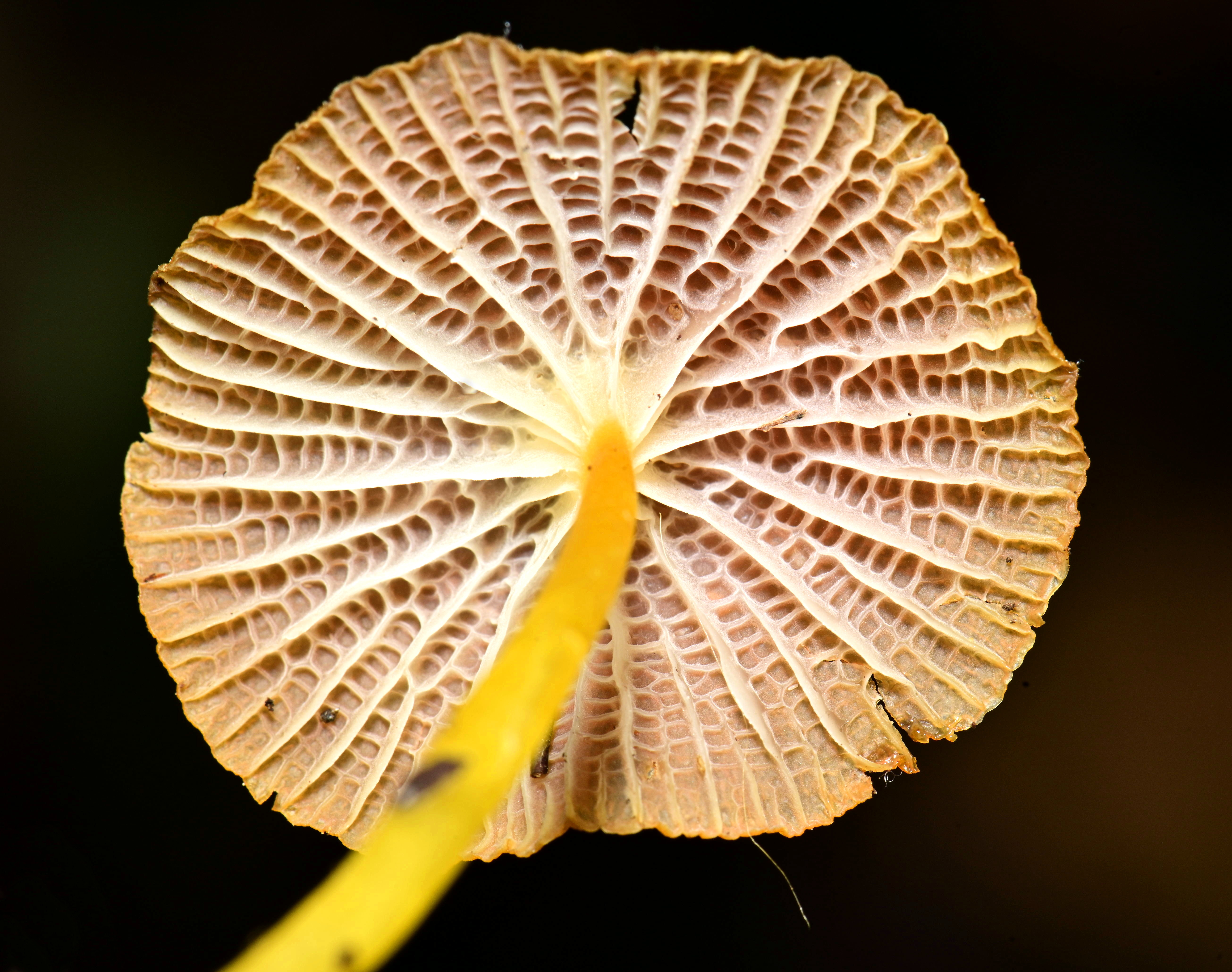
Lamelle anastomizzate di Marasmius cf. cladophyllus

In botanica l'anastomosi è l'unione tra elementi conduttori di fasci vascolari (nelle foglie, nel fusto) o di ramificazioni dei vasi laticiferi o di ife fungine.
Anche la crescita di un fico strangolatore attorno a una pianta ospite, con viticci che si fondono insieme per formare una maglia, è chiamata anastomosi.

## Micologia
L'anastomosi è la fusione tra i rami della stessa, o differente, ifa. Le ife fungine biforcate possono poi formare vere strutture reticolari condividendo sostanze in forma di ioni disciolti, allelormoni e nucleotidi; in tal caso il fungo crea una comunicazione bidirezionale con sé stesso e con altri organismi coinvolti se in grado di formare micorrize.
La rete fungina può avere diverse origini; tramite spore (ossia mediante anastomosi di conidi tubulari), oppure più punti di penetrazione, ciascuno con un proprio raggio di diffusione e assimilazione. Una volta incontrata l'estremità ifale di un altro micelio le due estremità, tramite un meccanismo di riconoscimento (probabilmente) di origine feromonale o altro meccanismo, al momento sconosciuto, si fondono per formare una singola colonia clonale, chiamata Genet, che può coprire ettari oppure aree microscopiche.
Per i funghi, l'anastomosi può essere anche una modalità di riproduzione. In alcuni funghi, infatti, due diversi corredi aploidi - se compatibili - possono fondersi. Somaticamente, formano un micelio morfologicamente simile ai miceli originari che continua a espandersi e ingrandirsi. La differenza significativa, è che ogni unità settata è binucleata, contenente cioè due nuclei, provenienti ciascuno da un genitore e che subisce cariogamia e meiosi per completare il ciclo riproduttivo.
Il termine "anastomizzato" viene anche genericamente utilizzato per indicare miceli fungini collegati e separati a formare una rete.